# Парламентские выборы в Антигуа и Барбуде (1984)
Парламентские выборы в Антигуа и Барбуде проходили 17 апреля 1984 года. На них впервые после объявления Антигуа и Барбуды независимым государством Содружества избиралось 17 членов Палаты представителей парламента Антигуа и Барбуды.
В результате победила правящая Лейбористская партия Антигуа, лидер которой Вир Берд был переизбран премьер-министром. Оппозиция оказалась разделена между новым Объединённым народным движением Джорджа Уолтера и Прогрессивным рабочим движением, бывшей партии Уолтера в пору его премьерства до объявления независимости Антигуа. Единственное место, не полученное лейбористами, занял независимый про-лейбористский кандидат с Барбуды. Явка избирателей составила 61,1 %.

## Результаты
| Партия                                | Партия                                | Голоса | %     | Места | +/-   |
| ------------------------------------- | ------------------------------------- | ------ | ----- | ----- | ----- |
|                                       | Лейбористская партия                  | 12 972 | 67,90 | 16    | +3    |
|                                       | Объединённое народное движение        | 4 401  | 23,04 | 0     | новая |
|                                       | Прогрессивное рабочее движение        | 356    | 1,86  | 0     | -3    |
|                                       | Независимые                           | 1 375  | 7,20  | 1     | 0     |
| Всего                                 | Всего                                 | 19 104 | 100   | 17    | 0     |
| Действительных бюллетеней             | Действительных бюллетеней             | 19 104 | 99,38 | -     | -     |
| Недействительных/пустых бюллетеней    | Недействительных/пустых бюллетеней    | 119    | 0.62  | -     | -     |
| Всего голосов                         | Всего голосов                         | 19 223 | 100   | -     | -     |
| Зарегистрированных избирателей / Явка | Зарегистрированных избирателей / Явка | 31 453 | 61,12 | -     | -     |
| Источники: Nohlen                     |                                       |        |       |       |       |